# Feodòssia
Feodòssia (en ucraïnès: Феодосія, del rus Феодосия; Feodossia), a l'antiguitat dita Teodòsia (grec antic: Θεοδοσία, llatí: Theodosia) i a l'edat mitjana Cafa (del lígur Cafà, en italià: Caffa; en tàtar de Crimea: Kefe) és una municipalitat i ciutat de la República Autònoma de Crimea, Ucraïna, ara ocupat per Rússia, a la costa de la mar Negra. La seva població és de 97.721 habitants (2007), si bé perd una part de la seva població els mesos d'hivern quan els que treballen en els serveis turístics se'n van per un temps. És una ciutat apreciada pels estiuejants amb platges, aigües minerals, banys, sanatoris i residències. La seva economia reposa en el turisme, agricultura i pesca. La major part de la seva població és actualment ètnicament russa.
Fitogeogràficament es considera que és un dels límits de la regió mediterrània.

## Clima
El mes més fred és gener amb una temperatura mitjana d'1 °C i el més càlid juliol amb una mitjana de 23 °C. La pluviometria anual és de 449 litres amb el màxim l'agost (51 litres) i el mínim l'octubre (25 litres). Les hores de sol anuals mitjanes són de 2.272. L'activitat turística se centra a l'estiu.

## Llocs d'interès
- Port
- Galeria de pintura d'Ivan Aivazovsky, que hi va treballar i viure tota la seva vida.
- Fortalesa genovesa

## Història

### Antiguitat

Teodòsia i altres colònies gregues al

Teodòsia (grec antic: Θεοδοσία o Θευδοσία; en alà, Ardabda, 'de set déus') fou fundada com a colònia grega a la Tàurida. Tot i que les fonts literàries no ho indiquen, sembla que fou, com totes les seves veïnes, una colònia jònia de pobladors originaris de Milet. Pel que fa a la data, les troballes arqueològiques són escasses, però les més antigues es remunten al segle vi aC.
En les fonts literàries no és esmentada fins al 390 aC, quan el seu port podia acollir cent naus; el seu comerç enfrontava a les tribus escites i sàrmates de les estepes. Va formar part del regne del Pont, i després del Regne del Bòsfor Cimmeri. Va entrar en decadència en qualque moment abans del segle ii dC, i en temps d'Arrià de Nicomèdia ja era abandonada, atès que l'esmenta com a ciutat deserta. En el moment de les grans migracions (gots al segle iii, huns al segle iv, àvars el segle vi i búlgars el segle vii) la ciutat ja era del tot abandonada. Tot i així, és esmentada per Ammià Marcel·lí (segle iv), tot i que pot ser que es limiti a reproduir informacions d'un autor més antic.

### Edat mitjana
A la meitat del segle vii va caure sota influència del kanat dels khàzars; les excavacions han revelat artefactes khàzars anterior al segle ix. A la meitat del segle viii altre cop els búlgars (onogurs) dominaven la regió.
La ciutat fou reconstruïda pels romans d'Orient el 819, o si més no construïren una fortificació en el lloc de l'antiga Teodòsia. El nom, però, no es va mantenir, i així Constantí Porfirogènit (segle ix) l'anomena Cafa, nom amb què seria conegut a partir de llavors. Cafa fou una vila fortificada d'importància menor durant quatre-cents anys, sota dependència de l'Imperi Romà d'Orient; els magiars (vers 825-900), els petxenegs (vers 900-1070) i els cumans (vers 1070 fins a 1225 quan va passar al mongols i l'Horda d'Or) foren els següents veïns. El 989 el govern romà d'Orient fou suplantat temporalment pels russos de Kiiv a Gòtia i Querson, però aquest domini fou efímer i al segle x els romans d'Orient van recuperar la zona.
Després de la conquesta de Constantinoble pels llatins el 1204, la ciutat va quedar sota sobirania de l'Imperi de Trebisonda i domini útil de Venècia fins al 1261, passant llavors a l'Horda d'Or. En aquest temps els seljúcides de Rum es van interessar per Crimea i van mantenir un actiu comerç. El 1266 Gènova va comprar la ciutat a l'Horda d'Or (on era kan Mengu Timur); l'acord fou confirmat per Uran Timur, un príncep gengiskhànida net de Jotxi, ancestre dels kans de Crimea, que governava la regió sota autoritat del kan de l'Horda d'Or; els genovesos la van emmurallar i van fundar diverses colònies a la rodalia; la van conservar fins al 1296, quan va retornar a Venècia, que la va dominar fins al 1307. Llavors fou conquerida pels mongols, fins que el 1315 va passar als genovesos altre cop; sota el domini venecià i genovès va exercir el monopoli comercial a la mar Negra, sent el centre administratiu genovès de la zona que els genovesos anomenaven Gazària. Fou un dels mercats d'esclaus més grans d'Europa. El governant portava el títol de cònsol; des del 1316 fou el governador superior de totes les colònies genoveses a la costa de la mar Negra, incloent Cèmbal i Soldaia a Crimea, Amastris i Samsunt a la costa nord d'Anatòlia, Licostomo i Maurocastro a la costa de Moldàvia, i, a partir del 1332, Tana (Azov).

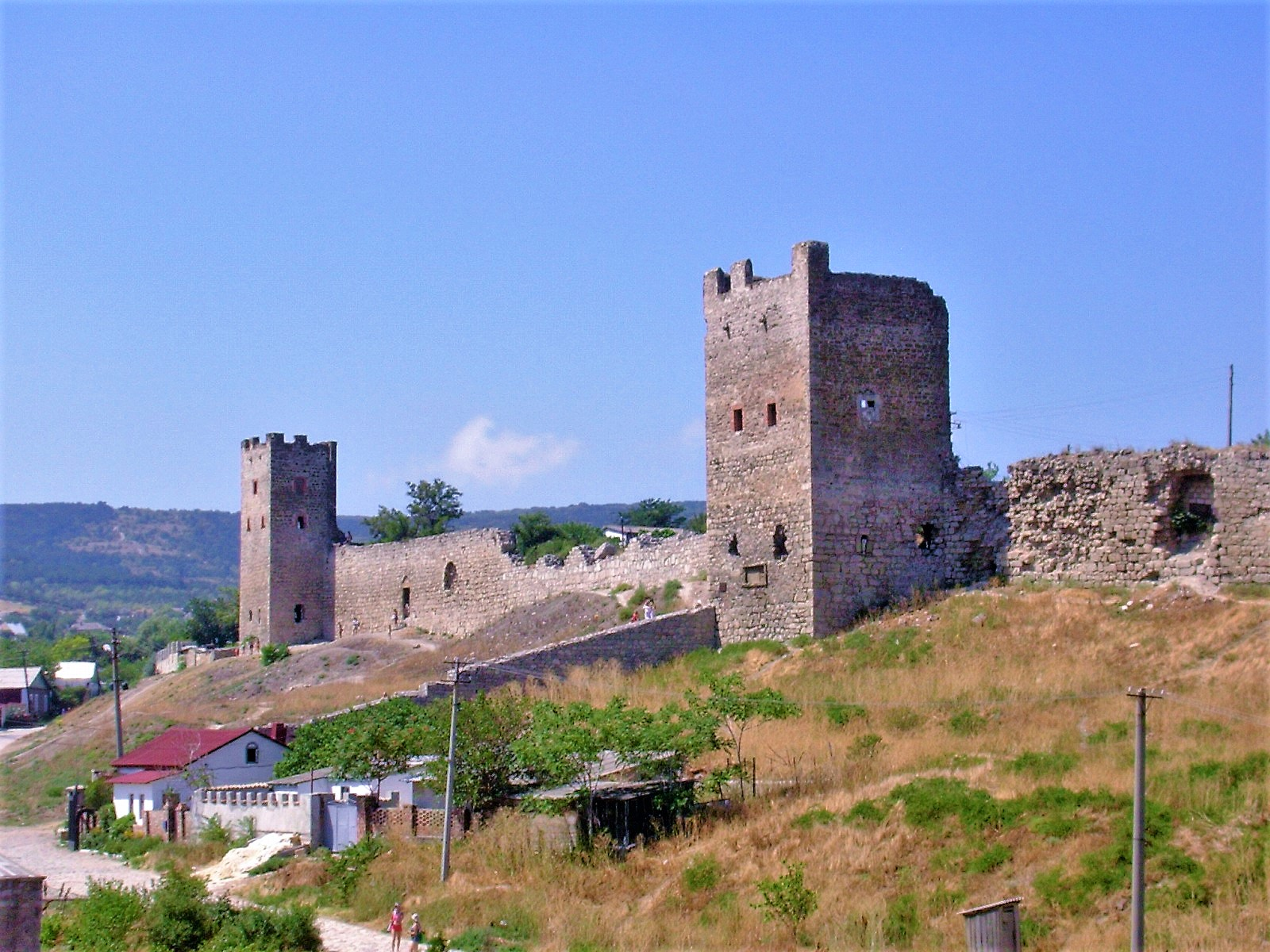
Castell de Feodòssia

La pesta negra europea va entrar a Europa per Cafa el 1347; suposadament entre els mongols de l'Horda d'Or, sota Djanibek, que van assetjar la ciutat el 1346, es va estendre l'epidèmia, i els cossos dels morts foren catapultats a la ciutat i llavors es va estendre als seus habitants; els que van fugir va portar l'epidèmia a Itàlia i a tot Europa. No obstant se suposa que les vies de contagi de Cafa no foren les úniques. Quan Ibn Battuta va visitar Kaffa era una nominal dependència del kanat de l'Horda d'Or segons el decret del kan Timur Kutlugh del 1398.
La població el 1420 s'estimava en 40.000 persones, amb molts italians, grecs i armenis. Tafur la compara en grandària a Sevilla. Els sultans mamelucs d'Egipte hi tenien un agent per la importància del comerç d'esclaus per a Egipte on eren enviats els capturats al Caucas (els circassians); el kan de l'Horda d'Or hi tenia un "tudun" o funcionari encarregar de vetllar pels musulmans, i un funcionari de duanes que percebia les taxes. En els anys següents l'eclosió del kanat de Crimea, va iniciar les lluites entre tàtars i genovesos. El kan Hacı I Giray (1428-1466) apareix el 1433 i 1434 lluitant contra els genovesos de Cafa. El 15 de novembre de 1453 el govern de la República de Gènova va cedir totes les seves possessions a Gazària al Banco di San Giorgio.
El 1454 Hacı I Giray va fer un pacte amb el sultà otomà Mehmet II que acabava de conquerir Constantinoble (1453), pel qual havia d'atacar Cafa i expulsar els genovesos amb suport de la flota otomana; va atacar la ciutat amb set mil homes per terra (14 de juliol de 1454) però fou rebutjat i es va haver de conformar amb un tribut de 1.200 peces d'ord a l'any; després els genovesos van poder girar als caps tribals de Crimea contra Hacı I Giray que fou deposat el 1456 i proclamat al seu lloc el seu fill Haydar Giray, si bé aquest als pocs mesos va haver de fugir i el seu pare va recuperar el poder. Potser escarmentat, en endavant va tenir bones relacions amb els genovesos.

### Edat moderna
Els otomans, dirigits per Gefik Ahmad Paixà amb 300 vaixells, van capturar la ciutat el 9 de juny de 1475; en turc i en tàtar fou coneguda amb el nom de Kefe. Les altres possessions genoveses van seguir poc després. Milers de cristians de les estepes van passar per Cafa per ser venuts com esclaus als països musulmans. Sota Baiazet II (1481-1512) es va constituir el sandjak de Cafa que fou governat pel príncep Mehmed i a la seva mort per Solimà, fill de Selim I. Aquest va passar algun temps a Cafa quan lluitava pel tron otomà. La ciutat estava dividida aleshores en tres parts: Kale-i Birun (Fortalesa Interior), Frenk Hisari (Castell dels Europeus) i Kale Alti (Fortalesa Inferior).
Els europeus (grecs, armenis, russos, jueus, circassians i altres) vivien al darrer i els musulmans als altres. La fortalesa fou reforçada a la segona meitat del segle xvii per la pressió de cosacs i russos. Cafa encara que era un sandjak, era tractat de vegades com eyalat i finalment fou erigida com a tal el 1602 i ho va restar fins al 1777. Estava administrat per un mal defertari, un intendent de duanes, un agha dels geníssers, un djebedji aghasi i un topdju aghasi; la flota permanent era de 5 vaixells; si el beglerbegi (governador) estava absent era substituït per un muhassil (no pas per un defterdar). Al segle xviii els turcs l'anomenaven la Petita Istanbul o Mig Istanbul, per la seva diversitat ètnica.
A la guerra russo-otomana de 1736-1739 un exèrcit rus es va acostar a la ciutat (maig de 1736) però no la va atacar. El 1768, en la guerra de 1768-1774, es va crear el comandament militar otomà de Cafa (seraskerlik) amb seu a la ciutat, sent substituït durant la guerra pel seraskerlik de Crimea, dirigit pel beglerbegi de Cafa; el darrer beglerbegi fou Abaza Mehmed Pasha, nomenat el febrer de 1771. Al final de la guerra Crimea i Cafa van quedar en mans dels russos. Llavors tenia 20.000 habitants, i els musulmans de Cafa havien emigrat cap a l'interior o a altres llocs de l'imperi.
Retornada a l'Imperi pel tractat de pau, els russos la van ocupar altre cop el 1777 i la van conservar fins al 1779. Crimea i Cafa fou conquerida finalment per Rússia el 1783. Llavors tenia uns 5000 habitants (813 cases de les quals 694 eren de turcs). La ciutat fou rebatejada el 1802 com a Feodosiya, la versió russa del seu antic nom grec. El 1823 encara no s'havia recuperar de les destrosses patides a la conquesta del 1783. Va arribar a deu mil habitants abans de la meitat del segle xix adquirint progressivament l'aspecte d'estació d'estiueig (uns 3.000 estiuejants hi arribaven cada any). El 1897 la població tàtar era només de 3.200 persones sobre un total de 27.238 habitants.

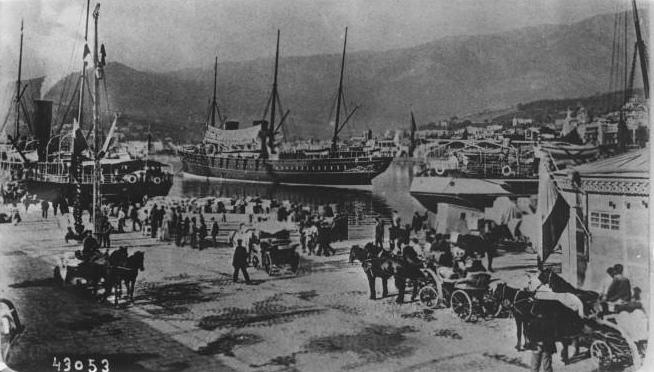
El port de Feodòssia el 1914

El 1917 va quedar sota control del Consell Nacional Tàtar de Crimea que va organitzar les milícies i va assolir el govern de facto el 14 d'octubre de 1917, proclamant un Govern Nacional Tàtar el desembre; el gener de 1918 els bolxevics es van revoltar arreu i van agafar el control de Feodòssia i de tota Crimea proclamant el març de 1918 la República Soviètica de Tàurida quan ja els alemanys havien entrat a la península i havien ocupat Odessa el dia 13; els alemanys van ocupar Feodòssia l'abril, i els caps de la república soviètica van fugir el dia 21. Els alemanys van governar militarment Feodòssia fins al juny de 1918 quan es va instal·lar el govern blanc de la regió (kray) de Crimea, dirigit pel general Sulkevich. Va durar fins a la derrota dels Imperis Centrals a la guerra el novembre de 1918. Les forces d'ocupació es van retirar i el desembre va desembarcar un contingent aliat (principalment francès) que va ocupar Feodòssia i altres ciutats i va instal·lar un nou govern blanc, favorable als aliats (18 de desembre de 1918) dirigit pel primer ministre Solomon Krym, amb Vladimir D. Nabokov (pare de l'escriptor rus americà V.V. Nabakov) com a ministre de Justícia. Aquest govern va durar poc temps, ja que al gener del 1919 els bolxevics van iniciar una ofensiva a la península; els blancs van fugir a Istanbul i els bolxevics van proclamar l'abril de 1919 la República Soviètica de Crimea, que esdevingué el 18 d'octubre de 1921 la República Socialista Soviètica de Crimea i el 10 de novembre de 1921 la República Socialista Soviètica Autònoma de Crimea dins la República Federativa Socialista Soviètica Russa.
El 1941 fou ocupada pels alemanys (tota Crimea entre 1941 i 1942) i la població jueva de la ciutat, que era de 3.248 persones, fou assassinada (novembre i desembre de 1941). Els alemanys la van conservar fins al 1944; el maig de 1944 els tàtars foren deportats a l'Àsia central i després van seguir el mateix camí els armenis, búlgars i grecs. El 30 de juny de 1945 la república fou dissolta i Feodòssia va passar a formar part de l'oblast de Crimea dins de Rússia. El 19 de febrer de 1954 Crimea i, per tant, Feodòssia, fou transferida a Ucraïna.
Després d'un referèndum el 20 de gener de 1991 l'oblast fou transformat un altre cop en República Socialista Soviètica Autònoma de Crimea dins Ucraïna. El Soviet Suprem ucraïnès la va reconèixer. Al referèndum d'independència d'Ucraïna de l'1 de desembre de 1991, la majoria dels habitants de Crimea van votar per la independència. El Parlament de Crimea va rebatejar el país com a República de Crimea i va proclamar la sobirania el 5 de maig de 1992 però el 19 de maig va acceptar romandre dins Ucraïna si bé la seva autonomia fou ampliada el 30 de juny de 1992.
Finalment, el 2014 s'incorporà, dins la República de Crimea, a la Federació de Rússia.

## Governadors genovesos

### Cònsols de Kaffa
- 1266? - 1285 Alberto Spinola
- 1285 - 1289 Desconegut
- 1289 - 1296? Paolino Doria

### Cònsols de Kaffa, de Gazària i la Mar Negra
- 1316 - 13.. Conrado De Roccio
- 1339 - 1340 Petrano Dell'Orto
- 1340 - 1342 Desconegut
- 1342 - 1343 Dondidio De Giusto
- 1343 - 1352 Desconeguts
- 1352 - 1353 Goffredo Di Zoagli
- 1353 - 1356 Desconeguts
- 1356 - 1357 Simone Dell'Orto
- 1357 - ? Leonardo Montaldo
- 1365 - ? Bartolomeo Di Jacopo
- 1370 - ? Giuliano Di Castro
- 1373 - 1374 Aimone Grimaldi
- 1374 - 1375 Eliano Di Camilla
- 1375 - 1380 Desconeguts
- 1380 - 1381 Giannone Del Bosco
- 1381 - 1382 Giuanisio De Mari
- 1382 - 1383 Pietro Cazano (primera vegada)
- 1383 - 1384 Meliaduce Cattaneo
- 1384 - 1385 Giacomo Spinola
- 1385 Pietro Cazano (segona vegada)
- 1385 - 1386 Benedetto Grimaldi
- 1387 - ? Giovanni Degli Innocenti
- 1391 - 1392 Nicolo Giustiniani Banca
- 1392 - 1393 Eliano Centurione Becchignioni
- 1393 - 1394 Antonio Oliverio
- 1394 - 1399 Desconeguts
- 1399 - ? Antonio De Marini
- 1404 - ? Constantino Lercari
- 1409 - 1410 Giacomo Doria
- 1410 - 1411 Giorgio Adorno (dux de Gènova 1413-1415)
- 1411 - 1412 Antonio Spinola
- 1413 - ? Paolo Lercari
- 1415 Battista De Franchi Lusardo
- 1415 - 1416 Girolamo Giustiniani Moneglia (primera vegada)
- 1417 - 1418 Giacomo Adorno
- 1419 - 1420 Quilico Gentile
- 1420 - 1421 Manfredo Sauli
- 1422 - 1423 Girolamo Giustiniani Moneglia (segona vegada)
- 1423 - 1424 Antonio Cavano Vincente
- 1424 Battista Giustiniani
- 1424 - 1425 Pietro Fieschi
- 1425 - 1426 Francesco De Vivaldi
- 1427 Pietro Bondenaro
- 1427 - 1428 V.M.
- 1428 - 1429 Gabriele Giustiniani Recanello
- 1429 - 14.. Luigi Salvago
- 1434 - 143. Battista Fornari
- 1438 - 14.. Paolo Imperiale
- 1441 - 1442 Teodoro Fieschi (primera vegada)
- 1446 - 1447 Giovanni Navone
- 1447 - 1448 Antonio De Franchi Tortorino
- 1448 Antonio Maria Fieschi
- 1448 - 1449 Teodoro Fieschi (segona vegada)
- 1449 - 1450 Giovanni Giustiniani Longo
- 1450 - 1453 Desconegut/s
- 1453 Borduele De Grimaldi

### Cònsols del Banc di San Georgio a Kaffa, Gazària i la Mar Negra
- 1453 - 1454 Demetrio De Vivaldi
- 1454 - 1455 Paolo Raggi
- 1455 - 1456 Tommaso De Domoculta
- 1456 - 1457 Antonio Lercari
- 1457 - 1458 Damiano De Leone
- 1458 - 1459 Barolomeo Gentile
- 1459 - 1460 Martino Giustiniano
- 1460 Luca Salvago Nepitelli
- 1460 - 1461 Azzolini Squarciafico
- 1462 Rafaele Lercari
- 1462 - 1463 Rafaele Monterosso
- 1463 Gerardo Lomellino
- 1463 - 1464 Baldassare Doria
- 1464 - 1465 Gregorio De Reza
- 1466 Alaone Doria (primera vegada)
- 1466 - 1467 Giovanni Renzo Della Gabella
- 1467 - 1468 Calochio De Guizolfi
- 1468 - 1469 Gentile De Camilla
- 1469 - 1470 Carlo Cicogna
- 1470 - 1471 Alaone Doria (segona vegada)
- 1471 - 1472 Filippo Chiavrola
- 1472 Goffredo Lercari
- 1472 Erasto Giustiniani
- 1473 Battista Giustiniani Oliverio
- 1474 - 1475 Antoniotto Della Gabella

### Cònsols de Gazària
- 1475 - 1476 Oberto Squarciatico
- 1476 - 1477 Giuliano Gentile Falomonica
- 1477 - ? Galeazzo De Levanto
- 14.. - 1483 Zaccaria Ghisolfi (amb seu a Matrega)